# Bulbine capensis
Bulbine capensis är en grästrädsväxtart som beskrevs av Baijnath och Graham Williamson. Bulbine capensis ingår i släktet bulbiner, och familjen grästrädsväxter. Inga underarter finns listade i Catalogue of Life.